# Лучки (притока Ясениці)
Лучки (словац. Lúčky) — річка; ліва притока Ясениці, протікає в окрузі Турчянські Теплиці.
Довжина приблизно 6,0-6,5 км. Витік знаходиться в масиві Ж'яр (схил гори Висока) — на висоті приблизно 640 метрів.
Протікає територією сіл Льєшно і Каляменова. Впадає в Ясеницю на висоті приблизно 460—465 метрів.